# Südkoreanische Beachhandball-Nationalmannschaft der Männer
Die südkoreanische Beachhandball-Nationalmannschaft der Männer repräsentiert den Handball-Verband Südkorea als Auswahlmannschaft auf internationaler Ebene bei Länderspielen im Beachhandball gegen Mannschaften anderer nationaler Verbände.
Eine als Unterbau fungierende Junioren-Nationalmannschaft wurde zwar für die Junioren-Asienmeisterschaften 2022 (U 16) gemeldet, kam dann dort aber nicht zum Einsatz und wurde somit ebenso wie ein weibliches Pendant mit der Südkoreanische Beachhandball-Nationalmannschaft der Frauen noch nicht gegründet.

## Geschichte
Wiewohl Südkorea im Hallenhandball zur Weltspitze gehört, hat sich Beachhandball im ostasiatischen Land bislang kaum etablieren können. Bislang entsandte der Verband noch zu keinem internationalen Turnier, weder regional, noch kontinental oder auf Weltebene ein Nationalteam. Die ersten offiziellen Länderspiele bestritt die Mannschaft im Rahmen eines Turniers mit den Nationalteams aus Vietnam und von den Philippinen im Rahmen des Korea Beach Handball Festival 2022, wobei Korea als Gastgeber mit einer A- und einer B-Nationalmannschaft angetreten war. Die Gastgeber verloren ihre Spiele mit beiden Mannschaften gegen Vietnam und die Philippinen klar mit Zweisatzniederlagen, das innerkoreanische Duell entschied die A-Mannschaft ebenso im Shootout für sich, wie die Philippinen ihr Spiel gegen Vietnam, womit die Philippinen das Turnier gewannen.

## Teilnahmen
| World Games - 2001: nicht eingeladen - 2005: nicht eingeladen - 2009: nicht qualifiziert - 2013: nicht qualifiziert - 2017: nicht qualifiziert - 2022: nicht qualifiziert World Beach Games - 2019: nicht qualifiziert - 2023: nicht qualifiziert | Weltmeisterschaften - 2004: keine Teilnahme - 2006: keine Teilnahme - 2008: keine Teilnahme - 2010: keine Teilnahme - 2012: keine Teilnahme - 2014: keine Teilnahme - 2016: nicht qualifiziert - 2018: nicht qualifiziert - 2020: nicht qualifiziert - 2022: keine Teilnahme | Asienmeisterschaften - 2004: keine Teilnahme - 2013: keine Teilnahme - 2015: keine Teilnahme - 2017: keine Teilnahme - 2019: keine Teilnahme - 2022: keine Teilnahme - 2023: Details | Asian Beach Games - 2008: keine Teilnahme - 2010: keine Teilnahme - 2012: keine Teilnahme - 2014: keine Teilnahme - 2016: keine Teilnahme - 2023: |